# Groote Lindt (haven)

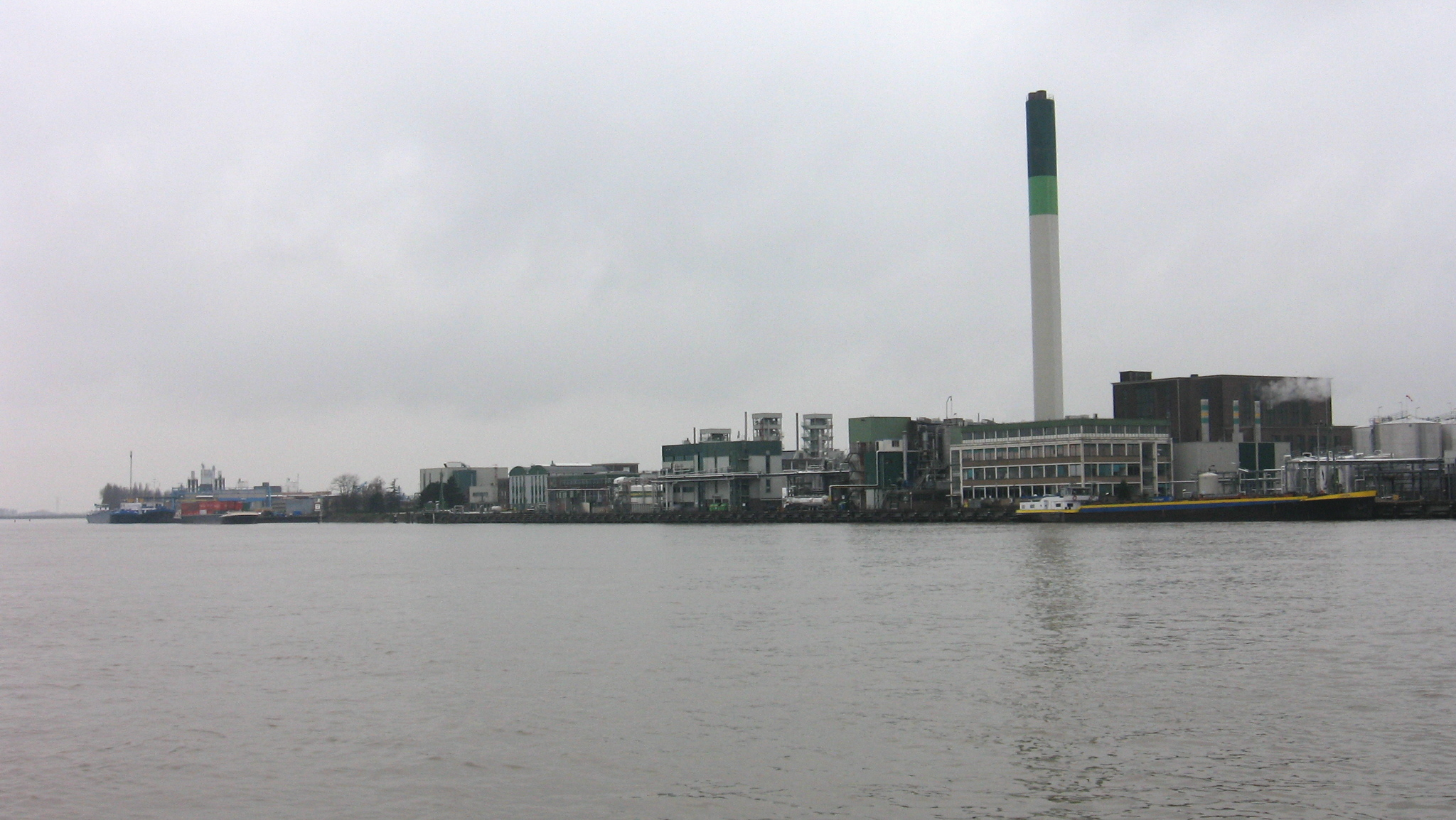
Zicht op Groote Lindt vanaf Dordrecht

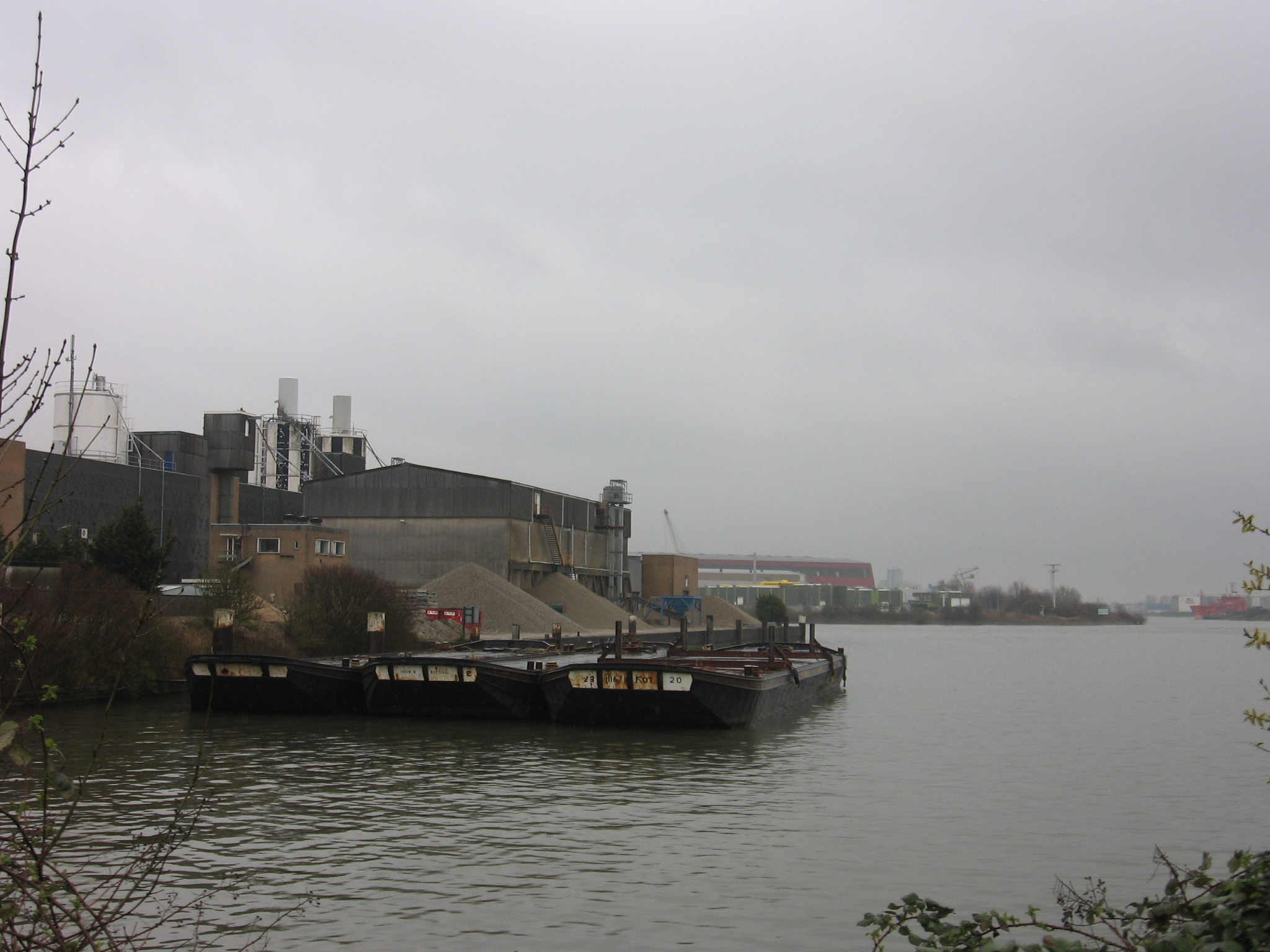
De Schokhaven

Groote Lindt  is het havengebied van de Zuid-Hollandse plaats Zwijndrecht. De haven is genoemd naar de voormalige gemeente Groote Lindt en ligt aan de Oude Maas.
Er zijn vijf havenbekkens: de Swinhaven, Drechthaven, Develhaven, Schokhaven en Uilenhaven.